# JR東海373系電聯車
373系是一款屬於東海旅客鐵道（JR東海）的直流特急型電聯車系列。

## 概要

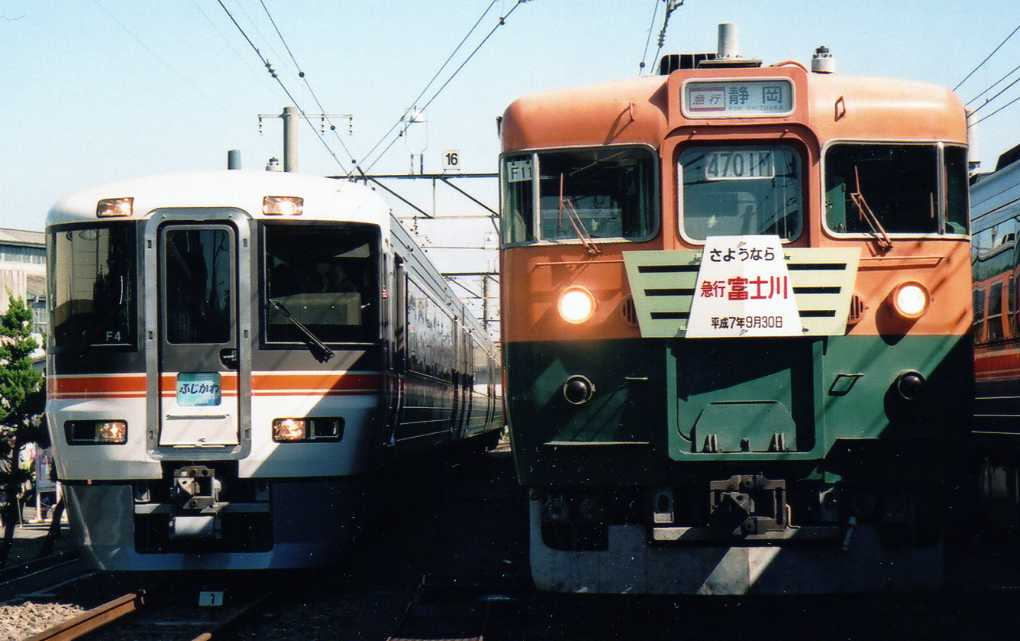
為了取代老化的165系（右）而開發的373系（左）

373系電聯車的開發目的是為了要取代使用多年的165系急行型電聯車，為了能夠在車輛的運用以及調度上發揮到極致，開發出與185系電聯車相同具備了普通列車以及特急列車的綜合車型。373系由日本車輛製造以及日立製作所承造，從1995年8月至1996年1月為止，一共生產了3輛編組14組總共42輛。
1996年獲日本通商產業省（現稱經濟產業省）選定為「優良設計獎」（商品設計部門）得獎列車。

## 規格與構造

### 編組體系
373系從東京方向開始連結編組，分別是駕駛動力車KuMoHa373型（クモハ373形）、無動力車SaHa373型（サハ373形）以及駕駛無動力車KuHa373型（クハ373形），基本上以三輛為一個編組，最多能夠連結至九輛。在身延線、飯田線等地方路線採用三輛編組，373系實施單一等級制，而沒有設置綠色車輛。

### 車體
為了達到輕量化的目的，車體主要構造採用不鏽鋼製，車頭部分採用碳鋼製，車體的最大長度21.3m。車門的部分採用類似通勤型電聯車的雙扇門，車門分布在車廂的兩端，而373系是JR集團唯一使用雙扇門的特急車輛。由於車門與客室之間沒有設置通道門，為了保持車廂內的溫度，引進了半自動車門設計，在出入口的部分設置了半自動門按鈕。

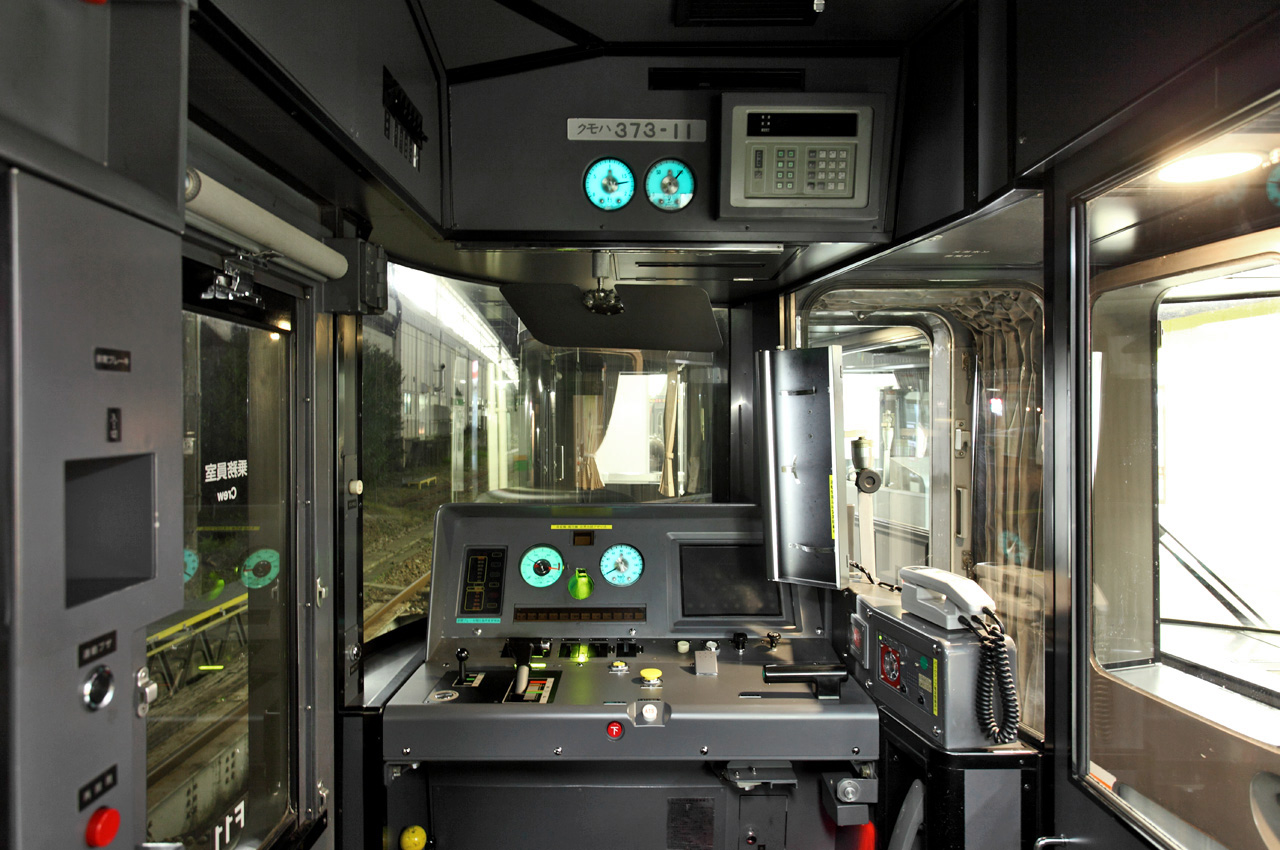
373系駕駛座

駕駛座正面的駕駛窗採用氣動82型柴聯車相同的全景窗，在平面視景能夠看見後方得視角，並且能夠抑制客室照明的亮光。駕駛室與客室之間採用大型的分隔窗，能夠在客室裡展望前方的景物。駕駛座各部位的照明以及儀錶板採用電致發光（EL），懷錶的位置使用發光二極體（LED），時刻表的插槽則是使用冷陰極管。

### 客室設備
座椅採用迴轉式斜倚，以每行2+2的配置方式，座椅之間的間距為970mm。每個座椅的扶手板設置了隱藏折疊式小桌以及煙灰缸，但是伴隨著全車禁煙化後煙灰缸全面移除。由於夜間運用時沒有關閉室內燈的需求，而沒有設置室內燈降光器的裝置。
KuMoHa373型以及SaHa373型的接近車廂尾端連結部分設有容納四人座的半包廂（セミコンパートメント席）。KuHa373型設有無障礙洗手間、男性專用便盤、洗臉台以及電話卡式公共電話。

### 機電
控制裝置採用東芝製脈衝寬度調變變頻器（VVVF），主要變換裝置採用可關斷晶閘管半導體裝置（GTO）。主電動機採用C-MT66型（185kW）籠形三相交流感應電動機。
集電弓，全列車均採用C-PS27A型單臂式集電弓，設置在KuMoHa373型駕駛動力車。令373系列車可以行駛在狹窄隧道眾多的身延線，而沒有採用過去在淨空狹小隧道所使用的「低車頂構造」車輛設計。

### 轉向架與制軔
轉向架採用類似211系所使用的DT50系轉向架，動力車廂採用C-DT63型轉向架，而無動力車廂則是採用C-TR248型轉向架，兩者皆為無枕梁轉向架。與DT50系相同的的是，在桶狀橡皮彈簧內的軸箱支撐裝置採用聽診器型空氣彈簧，並採取直接定位方式搭載枕梁。與DT50系轉向架不同的是，為了防止車輛產生蛇行而裝設了車廂減擺器，以及避免空轉在動力車配置了砂箱。
373系的制軔系統，採用電傳操縱制軔、再生制軔以及限速制軔，為了避免在列車數量較少的區間制軔失效，而同時設置發電制軔。基本制軔裝置在動力車設置與非動力車分別設置踏面制軔以及碟式制軔。

### 保安裝置
全列車編組的保安裝置採用ATS-ST。在1996年3月的改點時需要服務東日本旅客鐵道（JR東日本）所管轄的路段，因此安裝了ATS-P，以對應JR東日本的訊號系統。

### 車內廣播
在特急列車時車內廣播採用自動播報，而在普通列車、快速「月光長良」以及Home Liner的運用時則是列車長人工播報。

## 形式說明
F1-F12編組等36輛由日本車輛製造，F13-F14編組等六輛由日立製作所承造。
KuMoHa373型（クモハ373形）
駕駛動力車，從東京方向開始連結編組。接近車廂尾端設置半包廂座。集電弓設置在車頂，主要變電裝置以及靜式變流器（SIV）設置在車底。
SaHa373型（サハ373形）
無動力車，車廂兩端設置半包廂座。車底則設有發電制軔用的電阻器。
KuHa373型（クハ373形）
駕駛無動力車，主要面對甲府、飯田、大垣、米原方向連結。車廂尾端設置廁所而未設置半包廂座。車底則設有渦卷式空氣壓縮機以及真空式污物處理裝置。
編組方式
| 編組     | ←甲府、飯田、大垣、米原方向                                 | ←甲府、飯田、大垣、米原方向 | 東京、靜岡、豐橋方向→                         | 東京、靜岡、豐橋方向→ |
| 車廂編號 | 1                                                           | 2                           | 3                                             |                       |
| 番台區分 | 372-0                                                       | 373-0                       | 373-0                                         |                       |
| 動力車輛 |                                                             |                             | ●                                             |                       |
| 設備     | - 控制室 - 自動列車停止裝置 - 空氣壓縮機 - 真空污物處理裝置 | - 電阻器 - 空氣壓縮機       | - 控制室 - 自動列車停止裝置 - 集電弓 - 變壓器 |                       |

參考資料：

## 運用方式
373系從1995年10月1日開始配置在靜岡運轉所（現靜岡車輛區），開始服務身延線的特急「富士川」號班次
。接者在1996年3月16日開始服務東海道本線特急「東海」號、飯田線特急「伊那路」號以及夜行快速「月光長良」號等列車班次運用，並將原本行駛該區間的165系淘汰。
同時部分的373系當作普通列車使用，在2009年3月時運用在東海道本線東京－靜岡區間往返（九輛編組），濱松－豐橋區間以及大垣－米原區間（皆為三輛編組）。其中包括往返東京到靜岡區間唯一行駛於東海道本線東京起點的普通列車。
在特急列車運用空檔的同時，主要行駛東海道本線的「Home Liner」號班次。
過去373系曾經運用在身延線的普通列車，伴隨著313系陸續的投入而消失。2000年時行駛於中央西線「中央 Liner」號，出乎預料之外造成車輛數量不足，在313系增備車完成之前，暫時使用373系行駛。
「月光長良」號在2009年3月14日的改點後，改為不定期的臨時列車，並且改由JR東日本田町車輛中心所屬的183系、189系列車行駛。過去當作順擔任東京到靜岡之間的普通列車使用373系運轉，而在2012年3月17日改點之後縮短至沼津站，並改由E231系運轉。
至2009年為止隨著特急「東海」號停駛之後，「月光長良」號改為臨時列車，因此在車輛的運用上也變得比較寬鬆。為此JR東海在靜岡地區主辦的健行活動「清爽健行」活動舉辦期間開行「清爽健行Liner」號列車，來加強列車班次上的運用。
特急列車
- 富士川：靜岡－甲府（三輛編組，一日七往返，旅客較多的時期延長至新居町區間）1995年10月1日－
- 伊那路：豐橋－飯田（三輛編組，一日二往返，旅客較多的時期延長至駒根區間）1996年3月16日－

快速Home Liner
- Home Liner（大垣、豐橋、濱松、靜岡、沼津）：（三輛編組或六輛編組）1996年3月16日－

普通列車
- 大垣－米原（三輛編組，一日一往返）2006年10月1日－
- 濱松－豐橋（下行六輛編組，上行三輛編組，一日各一班）2009年3月14日－
- 靜岡－沼津（三輛編組，一日一班）2012年3月17日－
- 沼津－熱海（三輛編組，一日一班）2012年3月17日－
- 熱海－靜岡（三輛編組，一日一班）2012年3月17日－

過去行駛的定期列車
- 特急「東海」：東京－靜岡（六輛編組，一日二往返）1996年3月16日－2007年3月17日
- 月光長良（ムーンライトながら）東京－大垣（九輛編組（下行名古屋至大垣區間為六輛編組），一日一往返）1996年3月16日－2009年3月13日
- 東京－靜岡（九輛編組，一日一往返）1996年3月16日－2012年3月16日

臨時列車
- 特急「御殿場」：濱松－御殿場（三輛編組，一日一往返）
  - 特急「日本GP御殿場號」：静岡至御殿場（六輛編組，一天一班，單向運轉，回程以御殿場至沼津的臨時快速列車取代）[19]
富士Speedway舉辦F1日本大獎賽時所開行的臨時列車。
  - 特急「下曾我梅觀號」：濱松－下曾我（三輛編組）
- 特急「枝垂櫻」：静岡－身延（三輛編組，一日一往返）[20]
  - 特急「80周年身延號」：静岡－身延（三輛編組，一日一往返）2008年3月30日[21]
  - 特急「山梨DC記念身延號」：静岡－身延（三輛編組，一日一往返）2008年6月22日[22]
  - 特急「身延紅葉號」：静岡－身延（三輛編組，一日一往返）2008年11月22日
- 快速：大垣至米原（三輛編組，經由新垂井站，中途各站皆通過）
- JR東海「清爽健行」相關
  - 「清爽健行濱名湖Liner」（さわやかウォーキングはまなこライナー）
2007年秋季静岡－濱松－濱名湖等區間實施清爽健行活動期間所開行的列車，以「清爽健行濱名湖Liner號」的名稱運行，從2009年秋季開始為了要區分為定額制列車而改名。
  - 「清爽健行御殿場Liner」（さわやかウォーキングごてんばライナー）
2009年秋季静岡－大岡－御殿場等區間實施清爽健行活動期間所開行的列車「清爽健行御殿場Liner號」的名稱運行，從2009年秋季開始為了要區分為定額制列車而改名。

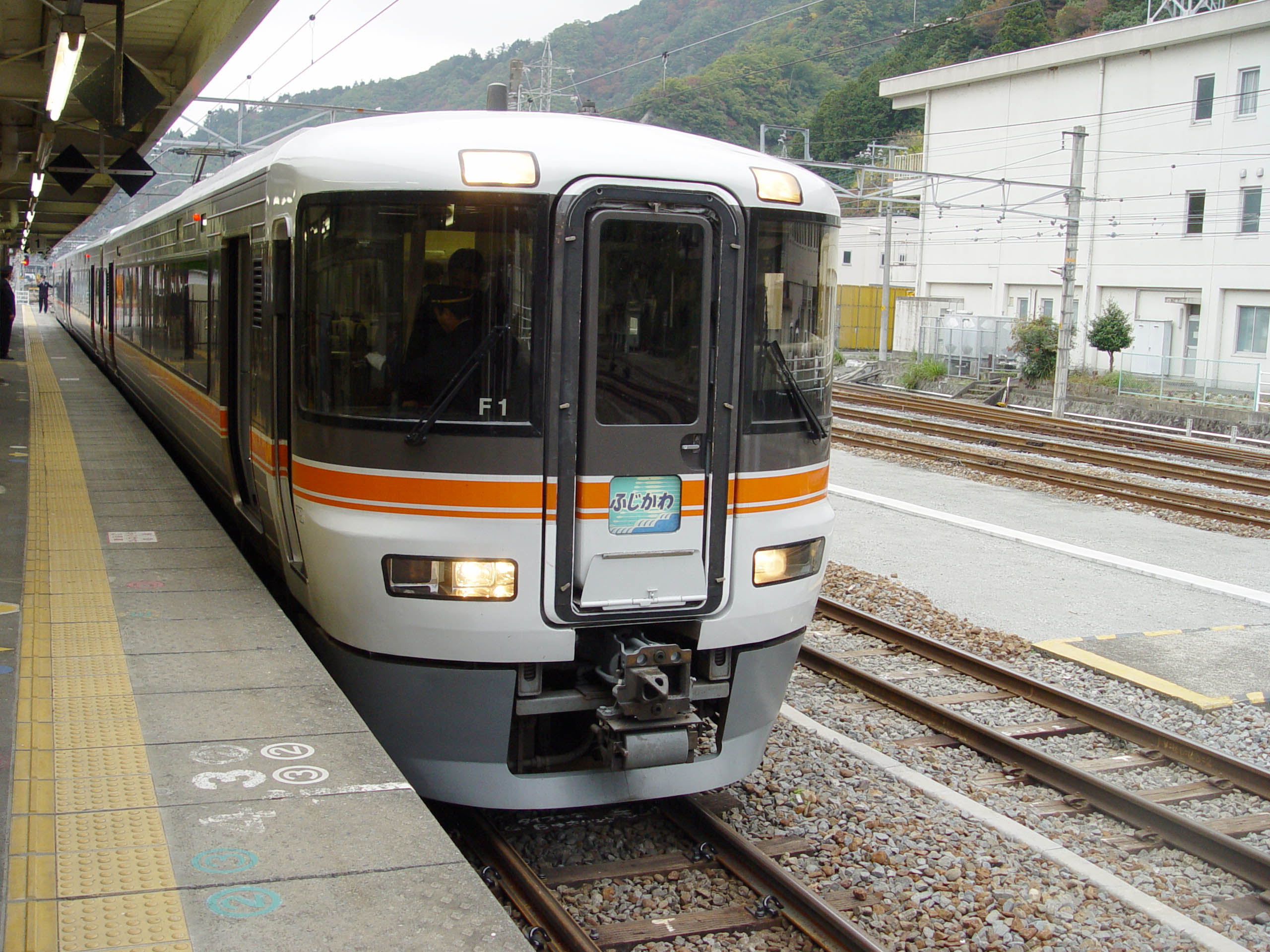
「富士川」號在身延站
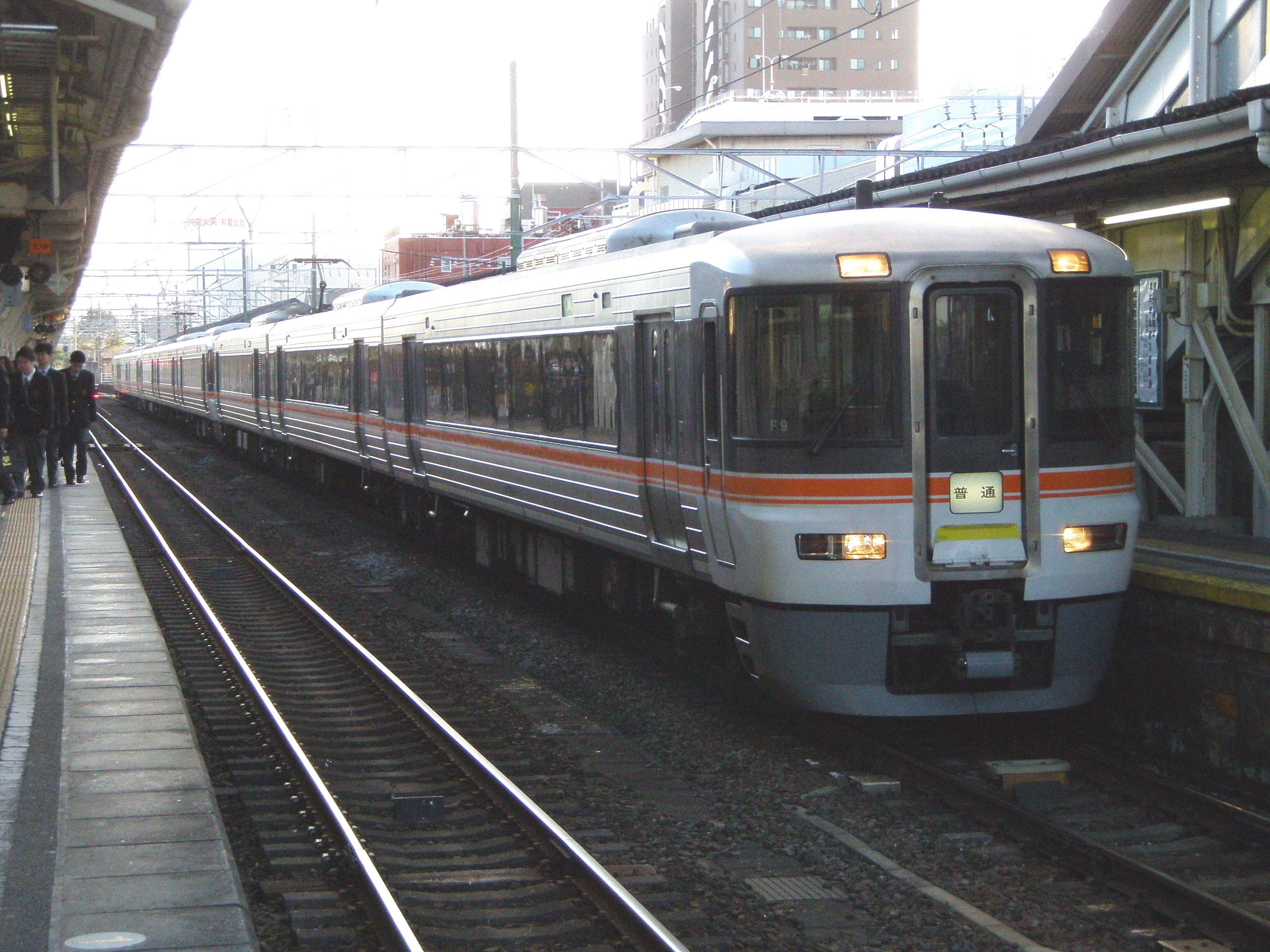
373系擔任靜岡到東京之間的普通列車（沼津站）
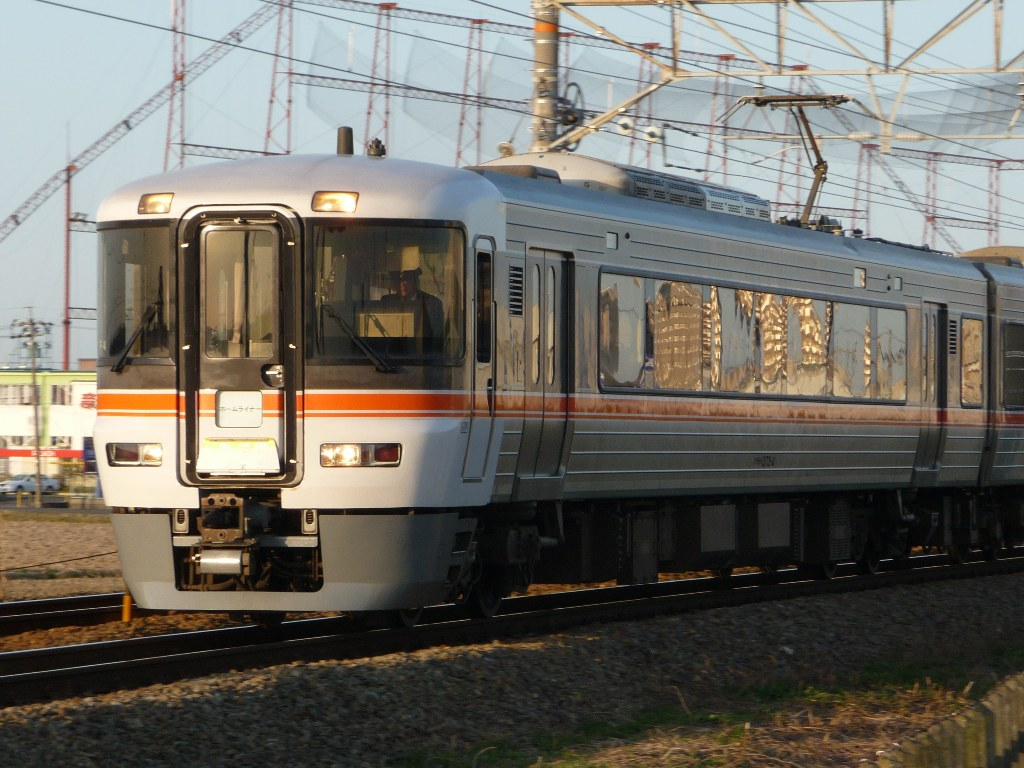
早晨的「Home Liner」列車（磐田市内）
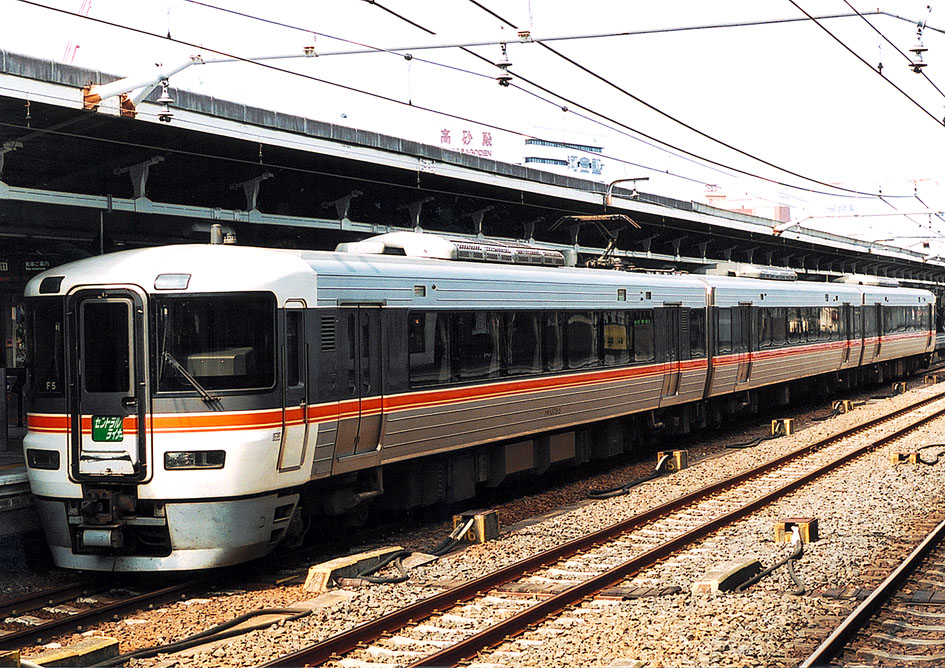
過去行駛於中央西線的「中央 Liner」列車（名古屋站）
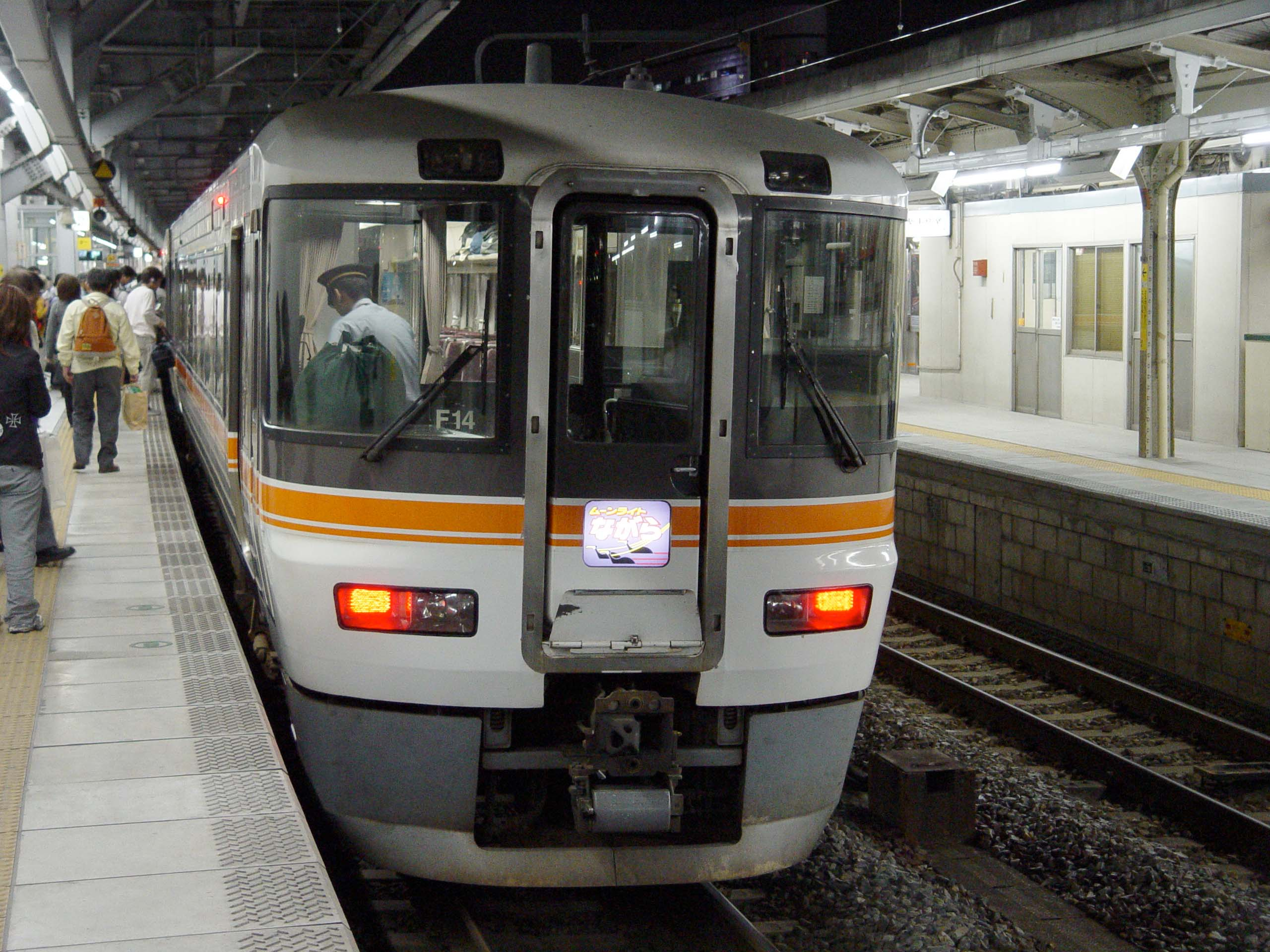
過去行駛於東海道本線的「月光長良」號列車（名古屋站）

## 備註
1. ↑  優良設計獎是由日本通商產業省所評選頒發出來的獎賞，後來改由財團法人「日本産業設計振興會」舉辦。
2. ↑  日本電聯車的種類區份方式參考：（中文）：、和等等的差别，以及 . 2005-03-13  [2010-08-01]. （原始内容存档于2004-09-05） （日语）.
3. ↑  通常在夜行快速列車「月光長良」號下行行經靜岡站、濱松站、豐橋站，上行行經沼津站等站，停車時間比較長才會開放使用。其他設有半自動門開關的特急型車輛在西日本旅客鐵道（JR西日本）有285系電聯車、氣動187系柴聯車以及氣動189系柴聯車等車輛。
4. ↑  於2007年3月18日之後停止服務，並且依序移除。
5. ↑  清爽健行〈日語：〉是日本JR東海所舉辦的健行活動，與其他的鐵路或巴士公司所主辦的健行活動相同，為了增進參加者的健康，以及促進沿線的觀光與旅遊為目的。

## 外部連結
- （日語）JR東海車輛圖鑑 373系（JR東海官方網站） （页面存档备份，存于）
- （日語）日本車輛JR東海373系電聯車簡介 （页面存档备份，存于）